# Shinkai sagamiensis
Shinkai sagamiensis är en ringmaskart som beskrevs av Michiya Miura och Laubier 1990. Shinkai sagamiensis ingår i släktet Shinkai och familjen Nautiliniellidae. Inga underarter finns listade i Catalogue of Life.